# 정준 (가수)
정준(본명: 정명준)은 대한민국의 가수, 모델이다.

## 수상
- 2023년 대한민국 베스트 가요대상 올해의 가수상
- 2022년 월드그랑프리슈프림 정장부문 금상 수상
- 2022년 제28회 대한민국 연예예술상 연예예술발전공로상

## 데뷔
- 2021년 싱글 앨범 '인생 이야기'

## 음반
- 2021년 꿀맛사랑
- 2021년 인생 이야기